# Symon Petljura

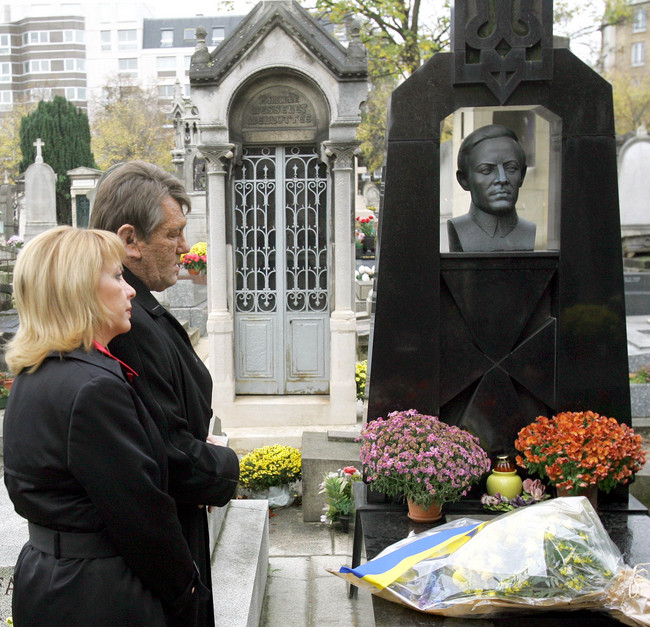
Viktor Jusjtjenko vid Symon Petljuras grav 2005 på Montparnassekyrkogården.

Symon Vasiljevitj Petljura (ukrainska: Симон Петлюра), även Symon Petlura, född 10 maj 1879 i Poltava, Lillryssland, Kejsardömet Ryssland, död 25 maj 1926 i Paris, var en ukrainsk politiker. Han verkade även som publicist, författare och journalist.

## Biografi
Symon Petljura levde på grund av sitt deltagande i den ukrainska revolutionsrörelsen utomlands från 1905. Han bodde huvudsakligen i Schweiz och Frankrike under denna exilperiod. Han reste också till andra europeiska länder, inklusive Tyskland, Italien och Österrike-Ungern, för att skaffa stöd för den ukrainska revolutionsrörelsen.
Under sin exilperiod studerade Petliura också politik och historia, och han blev alltmer involverad i den ukrainska nationalistiska rörelsen. Han utvecklade en stark känsla av ukrainsk identitet och strävade efter att ”befria sitt land från den ryska överhögheten”.
Efter att ha återvänt till Ukraina efter 1917 ledde Petliura den ukrainska nationaliströrelsen i kampen för självständighet. Vid den ukrainska folkrepublikens tillkomst 1917 arbetade Petljura som (en nationalistiskt sinnad) journalist. Han valdes till republikens förste krigsminister (formellt centralrådets – Radans – generalsekreterare för militärfrågor) och deltog personligen i striden mot bolsjevikerna.
Vid tyskarnas ockupation av Ukraina 1918 blev Petljura ordförande i den allukrainska landsunionen. Samma år utropades han till anförare av upprorsarmén mot tyskarna och därefter mot bolsjevikerna. 1919 tillbakaträngdes han av Anton Denikins armé.
I kampen mot de olika fienderna inledde han samarbete med Polens Józef Piłsudski och lyckades våren och försommaren 1920 tillfälligt återta Kiev. Därefter återtog röda armén initiativet, och Petljura tvangs fly över gränsen till Polen. Petljura anlände till Sverige 1920, efter att ha blivit fördriven från Polen där han befann sig i exil. Han anlände tillsammans med flera av sina medarbetare och hade som mål att få stöd från den svenska regeringen för den ukrainska saken. Under sin vistelse i Sverige bodde han i Stockholm först på hotell, men senare hyrde han en lägenhet på Strandvägen 7 i centrala Stockholm, som var en av stadens finaste adresser på den tiden. Han höll också till på olika kaféer och restauranger i centrala Stockholm där han träffade andra exilukrainska politiska ledare och aktivister. Petljura hade flera möten med svenska politiska ledare och försökte övertyga dem om att stödja den ukrainska självständighetsrörelsen. Petljura höll också tal i Stockholm och Göteborg där han försökte övertyga den svenska allmänheten om vikten av att stödja den ukrainska kampen för självständighet. I Sverige fick Petljuras närvaro uppmärksamhet från flera judiska organisationer och antirasistiska grupper som protesterade mot Petljuras närvaro i Sverige. bland dessa var 
Judiska centralrådet i Sverige (numera Judiska församlingen i Stockholm), Judiska ungdomsförbundet i Sverige organiserade en demonstration mot Petljura när han besökte Göteborg 1926. Antirasistiska fronten i Sverige och Socialdemokratiska arbetarepartiet. De krävde att Petljura skulle utlämnas och ställas inför rätta för brott mot mänskligheten. Petljura fick dock inte det stöd han hoppades på från den svenska regeringen, och hans tid i Sverige blev kort. Han lyckades undkomma utlämning och kunde fortsätta sin exil i Europa.
Efter att ha lämnat Sverige fortsatte Petljura sin exilvistelse i olika europeiska länder och fortsatte att försöka övertyga europeiska regeringar om att stödja den ukrainska självständighetsrörelsen. Han mördades den 25 maj 1926 i Paris. Mordet utfördes på Rue Racine av Samuel Schwartzbard, en ung jude vars familj hade tillhört offren för pogromer där Petljura varit inblandad. Schwartzbard ställdes inför rätta i Frankrike. Han försvarade sig med att han hade avrättat en mördare. Bland dem som erbjöd sig att avlägga vittnesmål till hans försvar fanns filosofen Henri Bergson, författaren Romain Rolland och Albert Einstein. Schwartzbard frikändes och blev senare en av grundarna av Det internationella förbundet mot antisemitism (Ligue Internationale Contre l’Antisémitisme).

## Eftermäle
Petljuras styrelsesätt färgades av ukrainskt nationellt patos. Detta var förknippat med antisemitism och pogromer där cirka 200 000 judar i Ukraina mördades av ukrainska nationalister.
Ukrainas dåvarande president Viktor Jusjtjenko ordnade 2006 en riksomfattande minnesdag för att hedra Petljura, 80 år efter att hans död. Jusjtjenko planerade att resa ett monument till Petljuras ära i Kiev, men detta har ännu inte blivit av. Monument restes dock i Rovno och Poltava.